# إرنست مونيز
إرنست جيفري مونيز (بالإنجليزية: Ernest Moniz) (وسام حماعة الأمير هنري) (ولد في 22 ديسمبر 1944) هو فيزيائي نووي أمريكي ووزير سابق للطاقة في الولايات المتحدة في إدارة الرئيس الأمريكي باراك أوباما من مايو 2013 إلى يناير 2017. في يونيو 2017، أصبح مونيز رئيسا مشاركا والرئيس التنفيذي لمبادرة التهديد النووي، وهي منظمة غير حزبية وغير ربحية تعمل على منع الهجمات الكارثية بأسلحة الدمار الشامل والاضطراب النووي والبيولوجي والإشعاعي والسيبراني.  عمل مديرا مشاركا للعلوم في مكتب السياسات العلمية والتكنولوجية في المكتب التنفيذي لرئيس الولايات المتحدة في الفترة من 1995 إلى 1997، وكان وكيل وزارة الطاقة من 1997 إلى 2001 خلال إدارة كلينتون.
مونيز هو واحد من الأعضاء المؤسسين للمعهد القبرصي وعمل في معهد ماساتشوستس للتكنولوجيا أستاذا للفيزياء والنظم الهندسية، ومدير مبادرة الطاقة، ومدير مختبر الطاقة والبيئة. 
في 4 مارس 2013، تم ترشيح مونيز من قبل الرئيس أوباما ليحل محل وزير الطاقة المنتهية ولايته ستيفن تشو.  وقد أكد مجلس الشيوخ تعيينه في تصويت بالإجماع في 16 مايو 2013. 

## التعليم
تعلم في كلية بوسطن، وجامعة ستانفورد.

## مناصب وهيئات
أدار معهد ماساتشوستس للتقنية.

## روابط خارجية
- إرنست مونيز على موقع مونزينجر (الألمانية)
- إرنست مونيز على موقع إن إن دي بي (الإنجليزية)